# Pascal Houzelot
Pour les articles homonymes, voir Houzelot.
Pascal Houzelot, né en 1959, est un dirigeant français de télévision, homme d'affaires et lobbyiste.

## Biographie

### Formation
Fils d'une attachée de presse et d'un notaire, chevalier de l'ordre de la Légion d'honneur, Pascal Houzelot naît le 31 mai 1959 à Pau, dans les Pyrénées-Atlantiques. Après avoir fréquenté le lycée Sainte-Marie Grand Lebrun de Bordeaux, il obtient une maîtrise en droit en 1983. Il « monte » à Paris à 24 ans.
En 1974, il milite pour la candidature de Jacques Chaban-Delmas à l'élection présidentielle. Il s'engage ensuite plus avant aux Jeunes RPR, et sert notamment Jacques Chirac.

### TF1
Devenu journaliste à La Lettre de la nation, puis à TF1, il y fait notamment le portrait de Jean-Paul II et demeure en poste onze ans.

### Pink TV
Il crée en 2001 sa société de production, Mosca Films, et, en 2004, la chaîne Pink TV, premier canal à vouloir s'adresser à la communauté LGBTQ. La chaîne est « un échec cuisant », mais les dettes sont finalement apurées en 2007 et le capital restructuré, et celle-ci modifie son programme pour ne diffuser que des films pornographiques, ce qui lui permet de devenir « largement rentable ».

### Affaire judiciaire "Numéro 23"
Le projet Numéro 23 reprendra en grande partie les idées présentes dans la première mouture de Pink TV, c'est-à-dire mieux exposer à l'antenne les minorités (de genre, sexuelles ou ethniques). Pour obtenir une fréquence TNT auprès du Conseil supérieur de l'audiovisuel (CSA), il bénéficie du soutien notamment de David Kessler, qui défend le projet devant le CSA au nom des Inrocks avec qui un partenariat était prévu, d'Étienne Mougeotte et de Valérie Bernis. En 2012, il obtient donc gratuitement du CSA la fréquence TNT pour la chaîne numéro 23, en échange de la garantie d'en faire une chaîne de la diversité.
En 2015, l'annonce du projet de vente de la chaîne Numéro 23 au groupe NextradioTV suscite la colère des patrons de TF1, M6 et Canal Plus qui écrivent au CSA pour dire que ce projet leur apparaît « comme extrêmement choquant », Pascal Houzelot ayant obtenu du CSA la chaîne Numéro 23 sous condition de ne pas revendre la fréquence avant cinq ans. Or, selon eux, celui-ci a très tôt entrepris des démarches pour revendre la chaîne, et de cette manière, se serait livré à « une opération de spéculation sur les fréquences qui font partie du domaine public ». Pascal Houzelot explique lui, qu'il est contraint de vendre . Il obtient ainsi, selon Grégoire Poussielgue des Échos, le meilleur prix possible pour une chaîne affichant 0,7 % de part d'audience, cinq salariés et une ligne éditoriale consacrée à la « diversité », la valeur de Numéro 23 résidant uniquement dans sa fréquence. N'ayant pas le droit de vendre sa chaîne moins de deux ans et demi après la signature de sa convention, il la revend deux ans et huit mois plus tard ce qui respecte le cadre légal.
La transaction avec Nextradio TV, estimée à 90 millions d'euros pour la totalité du groupe, est toutefois bloquée par le CSA, qui décide même d'abroger l'autorisation de diffusion de la chaîne, ce que son président Olivier Schrameck justifie en déclarant : « C'est une décision juridique qui revêt un caractère moral. Avec un bien public, on ne doit pas jouer à des fins spéculatives », ce qui caractérise une décision exceptionnelle. Fin 2016, l'Assemblée nationale  vote la création d'une commission d’enquête sur les conditions d’octroi d’une autorisation d’émettre à la chaîne Numéro 23 et de sa vente où il apparait que Pascal Houzelot entretient des contacts fréquents et permanents avec tous les membres du CSA depuis de très nombreuses années dans un cadre informel lors de "fameux diner". Concernant l’un de ses hôtes prestigieux, Pascal Houzelot justifie cette proximité lors de son audition en déclarant « il faut une longue cuillère pour souper avec le diable » tout en se méfiant de cette familiarité qui s'apparente à une forme de lobbyisme comme un  « tourbillon dans lequel on perd un peu le sens de la raison républicaine ».
Après un recours auprès du Conseil d'État, Pascal Houzelot conserve la fréquence et vend 39 % des parts. Le montant de la vente s'élève à 78 millions d'euros (dont 45 millions pour lui), mais Pascal Houzelot réclame 20 millions de plus au CSA  au motif que l'interdiction d'émettre aurait dévalorisé sa chaîne dont plus de 11,6 millions pour la perte de valeur de ses actions entre la première opération de cession avortée et la deuxième, menée à bien, avec NextRadioTV  et un préjudice de 8,6 millions dû « au changement de la structuration de la cession. » et  un euro symbolique pour « préjudice moral et d'image. »
Le 12 novembre 2020, le tribunal administratif renvoie cette demande selon le motif que  « la société connaissait des difficultés financières avant le déclenchement de la procédure de sanction par le CSA » et  demande à Pascal Houzelot de verser 1.500 euros au CSA. Pascal Houzelot fait appel de la décision. D'après L’Incorrect, la solidité des arguments juridiques mis en avant dans ce jugement de première instance pourrait s’avérer discutable.
En janvier 2025, il est mis en examen pour « trafic d’influence actif, escroquerie et abus de confiance. ». Il est ensuite « placé sous contrôle judiciaire ».

### Reconversion
Reconverti dans l'entreprenariat, il réalise des investissements dans le photovoltaïque, l'hôtellerie et l'immobilier, participant notamment au projet de réhabilitation de l'immeuble Morland à Paris.
Il est décrit comme « un proche de Mathieu Pigasse et soutien affiché d’Emmanuel Macron ».